# St. Marien (Riesa)

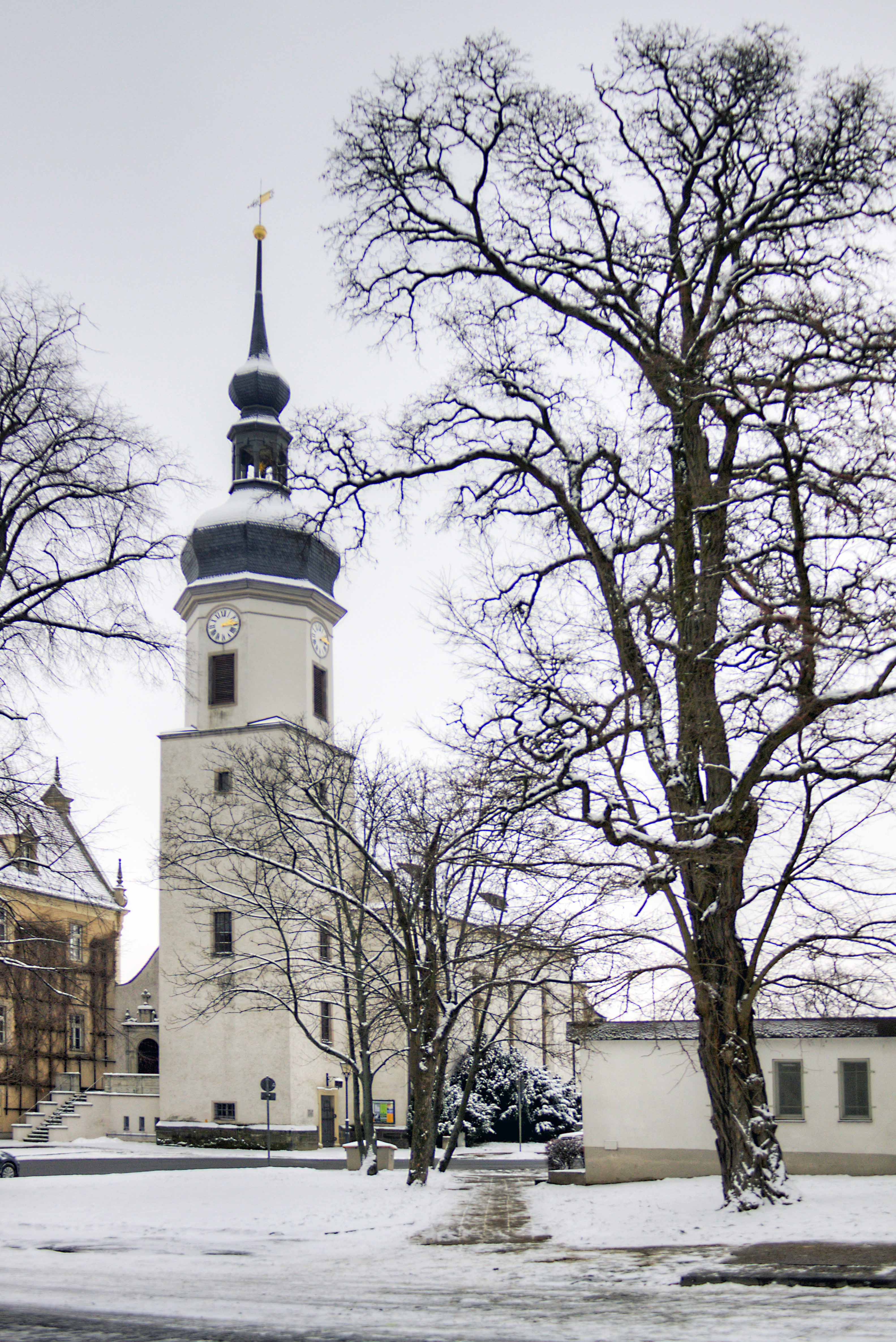
Ehemalige Klosterkirche St. Marien (Riesa)

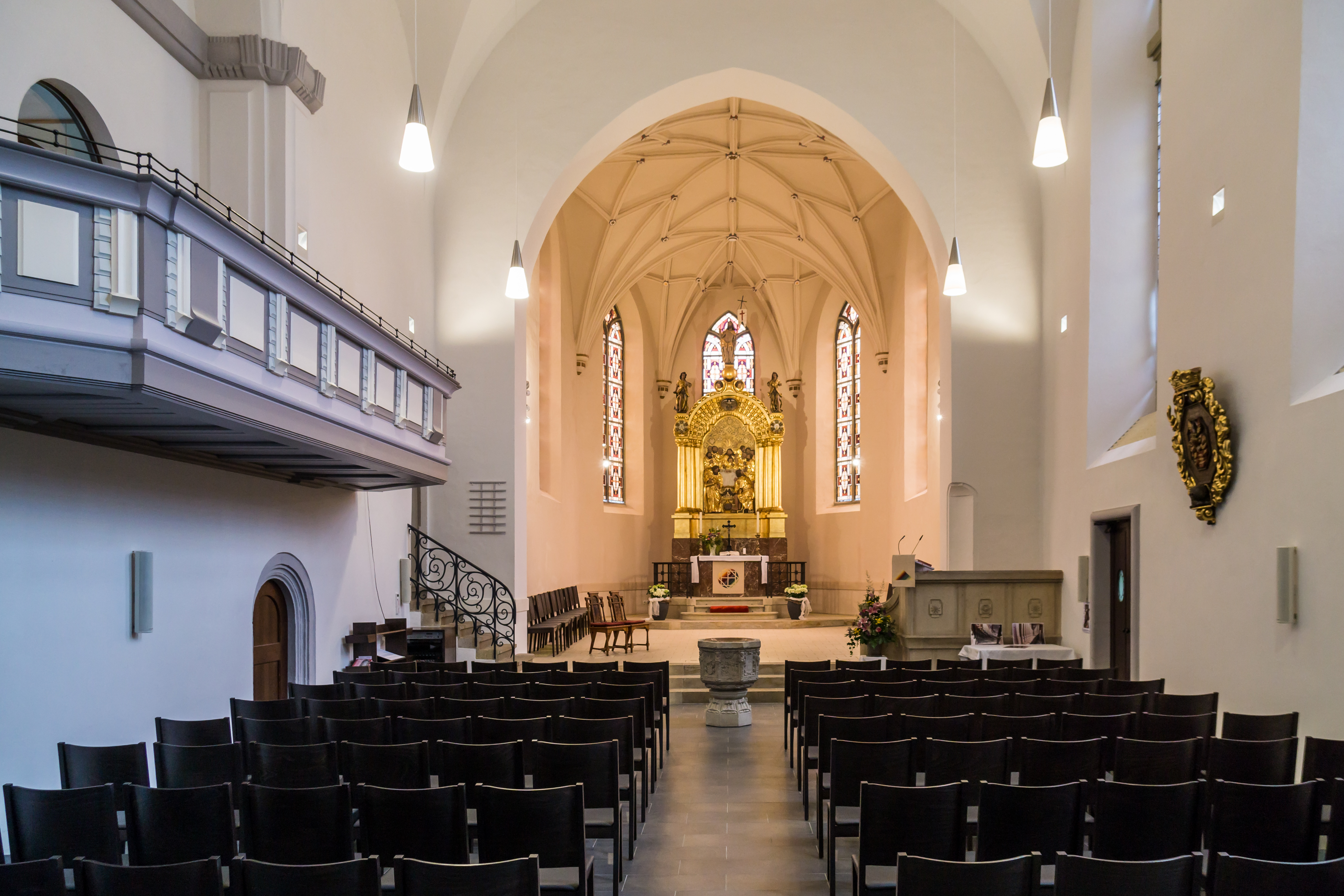
Innenansicht

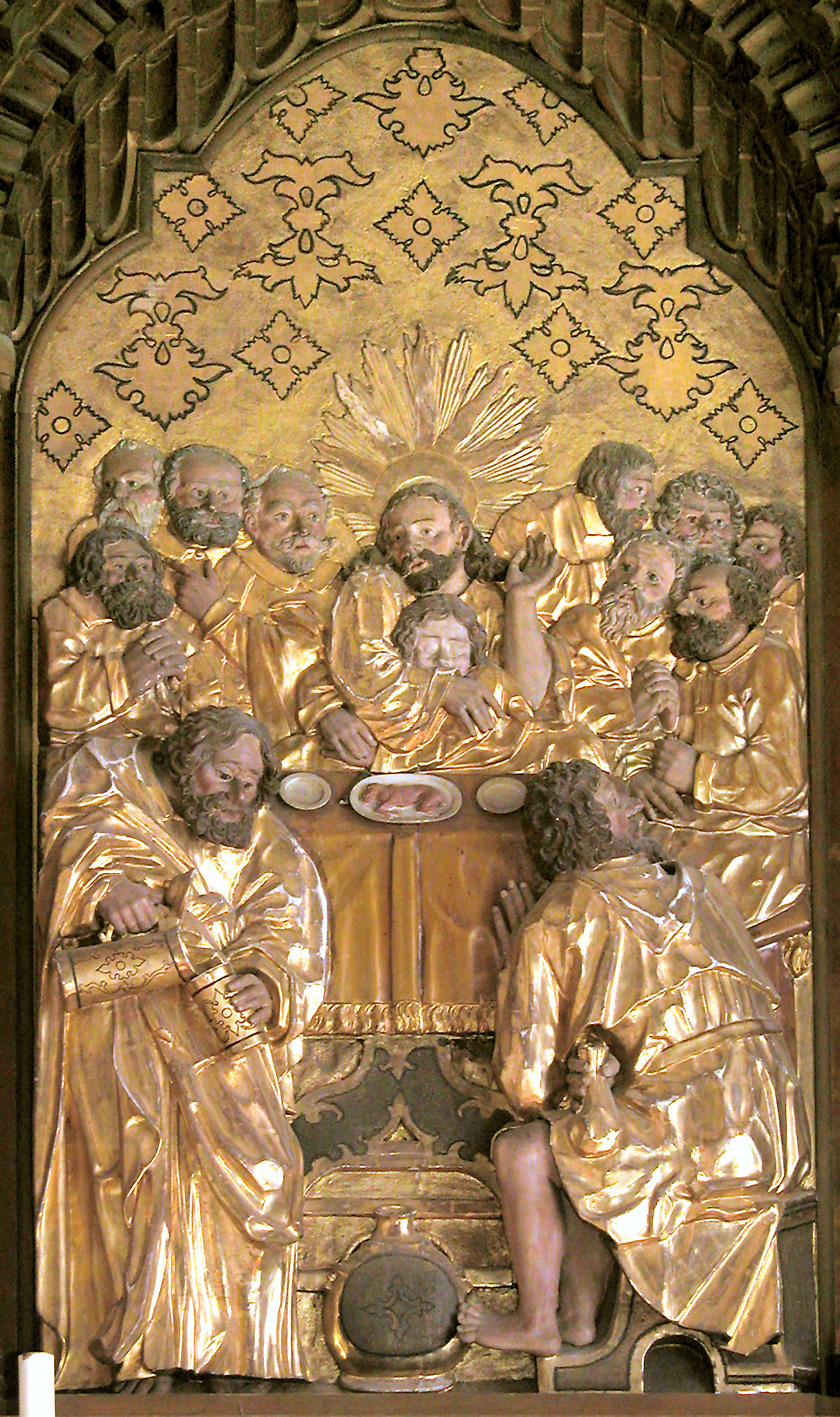
Altarrelief

Die Stadtkirche St. Marien ist eine gotische, mehrfach umgestaltete Saalkirche in Riesa im Landkreis Meißen in Sachsen. Sie war früher die Klosterkirche des Benediktinerinnen-Klosters und gehört heute zur Kirchengemeinde Riesa im Kirchenbezirk Meißen-Großenhain der Evangelisch-Lutherischen Landeskirche Sachsens.

## Geschichte und Architektur
Die langgestreckte Saalkirche des 1119 erstmals genannten Klosters, das vermutlich seit 1170 Nonnenkloster war, wurde 1244 erbaut und durch Brände zwischen 1311 und 1318 sowie 1440 wiederholt beschädigt. In den Jahren 1535/37 wurde der Chor erneuert, 1579 erfolgte ein Umbau und 1607–1609 eine Neugestaltung des Inneren. Im Jahr 1626 wurde der Dachreiter errichtet, in den Jahren 1742–1745 der barocke Turm erbaut. In den Jahren 1908/09 erfolgte eine durchgreifende Umgestaltung durch Richard Schleinitz, Restaurierungen wurden in den Jahren 1848 am Turm und 1992–1994 vorgenommen.
Das Bauwerk ist ein verputzter Bruchsteinbau; der von Strebepfeilern umgebene, eingezogene Chor endet in einem Dreisechstelschluss und ist mit einem Satteldach gedeckt. An der Südseite des Saals sind Rundbogenfenster, Gewände und ornamentale Glasmalereien in Jugendstilformen eingebaut. Im Norden ist die Sakristei mit Resten eines spätgotischen Portals angefügt. Der quadratische Turm trägt ein achteckiges Obergeschoss und wird von einer barocken Haube mit achteckiger offener Laterne und Zwiebel bekrönt. Das Innere ist durch Tonnengewölbe mit Stichkappen, der Chor durch ein Netzgewölbe geschlossen; im Westen ist eine Empore eingebaut.

## Ausstattung

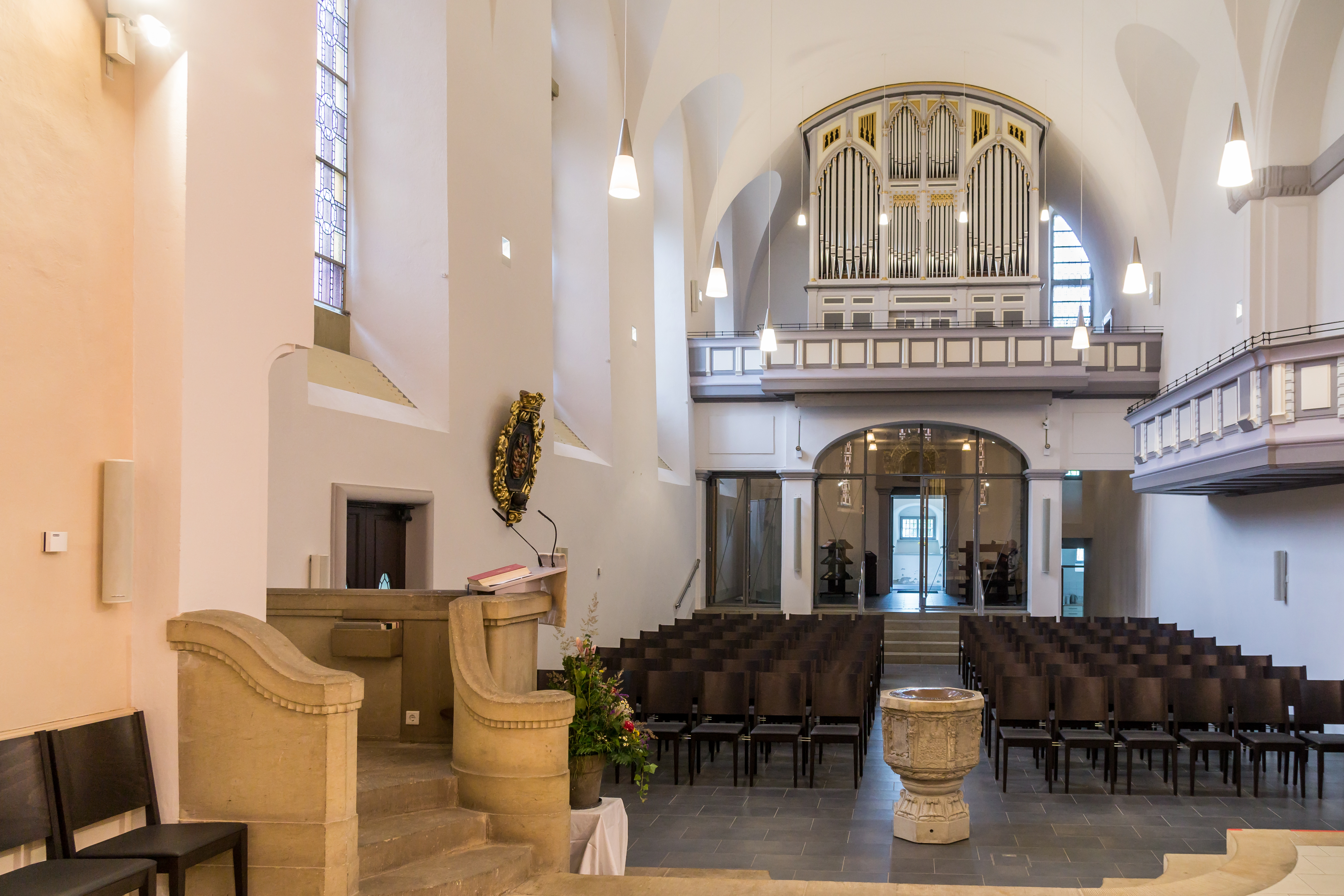
Blick zur Orgel

Das Hauptstück der Ausstattung ist ein beachtenswerter Schnitzaltar mit einer Abendmahlsdarstellung von Christoph Reichart aus Belgern, datiert 1609, der im Jahr 1909 goldüberfasst und mit einem aufwändigen Rahmen in Jugendstilformen versehen wurde; er wird von einer Darstellung des Auferstandenen auf der Weltkugel bekrönt. Die Taufe aus Sandstein stammt aus dem 17. Jahrhundert.
Die Orgel mit einem kompakten, neugotisch stilisierten Gehäuse auf der Empore im hinteren Teil der Kirche ist ein Werk von Friedrich Nikolaus Jahn aus dem Jahr 1849 mit 25 Registern auf zwei Manualen und Pedal. Sie wurde 2017/18 von Orgelbauer Ekkehart Groß aus Kubschütz restauriert.